# Valuair
Valuair war eine Tochtergesellschaft der Jetstar Asia Airways. Die Gesellschaft stellte im März und April 2004 je einen Airbus A320-200 in Dienst mit denen die Betriebsaufnahme erfolgte. Zwei weitere Airbus A320 ergänzten ab Dezember 2004 bzw. Februar 2005 die Flotte.